# Kasteel Wolfrath

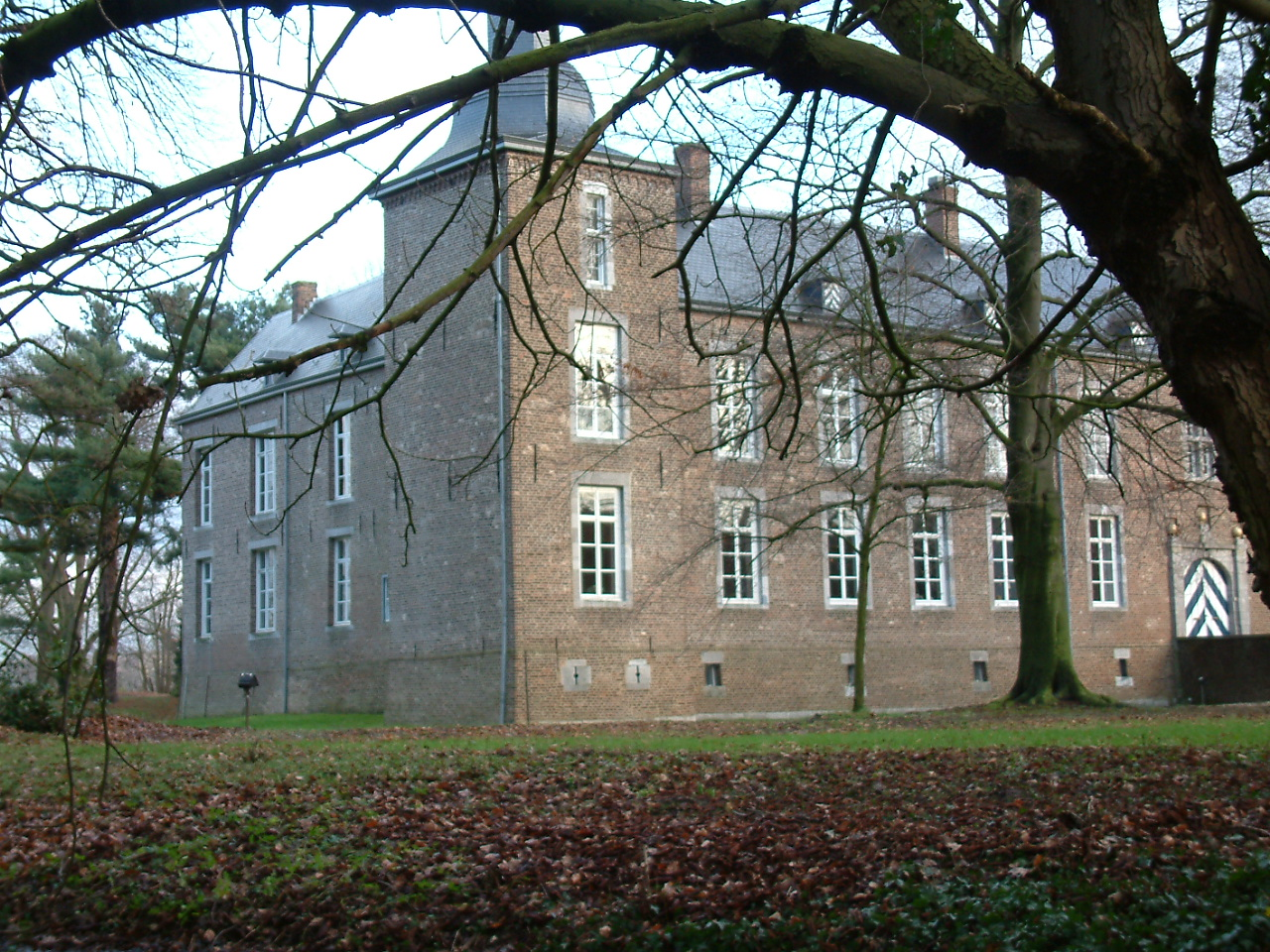
Kasteel Wolfrath bij Holtum

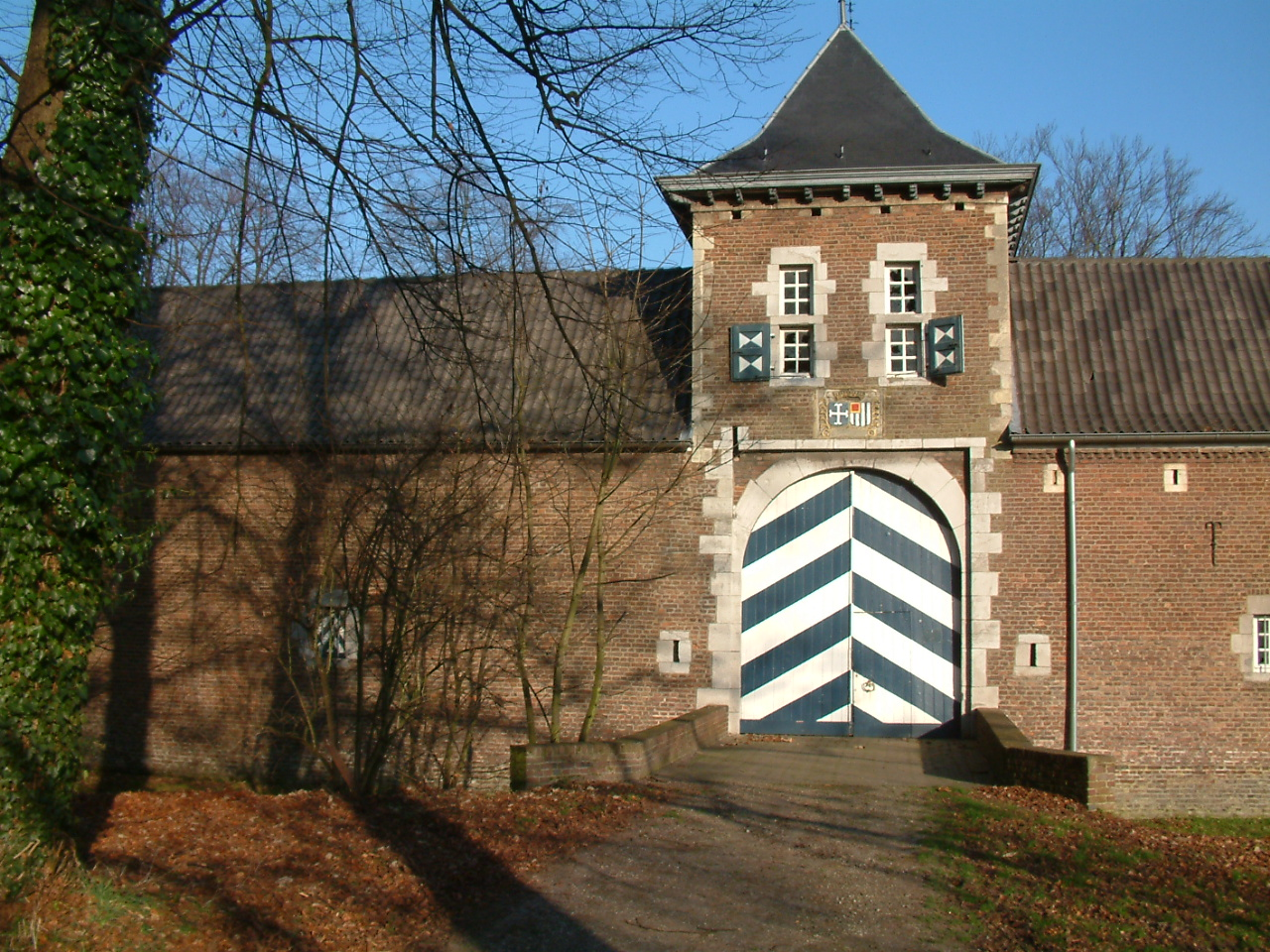
Kasteel Wolfrath bij Holtum, ingangspoort voorburcht met daarboven de alliantiewapens van de families Bentinck-Van Breyll

Kasteel Wolfrath is gelegen in de nabijheid van het Nederlands Limburgse dorp Holtum.

## Beschrijving van het kasteel
Het kasteel bestaat uit twee haaks op elkaar staande vleugels met op het snijpunt een vierkante, uitspringende hoektoren. De hoektoren heeft een klokvormig helmdak dat aan de bovenzijde wordt afgesloten met een koepeltje. In de voornaamste vleugel bevindt zich een met hardsteen omlijste toegangspoort welke is bekroond met drie, in nissen geplaatste, vergulde bollen. Het hoofdgebouw is gelegen op een omgracht terrein. De poort is bereikbaar via een gemetselde bogenbrug over de gracht.
Het kasteel heeft een grote en een kleine zaal die beiden zijn voorzien van een balkenzoldering. De grote zaal heeft een natuurstenen schouw uit 1628 en verder een aantal wapenschilden, leeuwenconsoles en pilasters. De kleine zaal bevat een stucversiering uit 1634 in de vorm van medaillons met barokke ornamenten. Verder zijn er een aantal afbeeldingen van Latijnse kerkvaders, enkele schoorsteenmantels in Lodewijk XVI-stijl, een Ionische zuilenschouw met leeuwenkoppen en stucversieringen.
Bij het kasteel hoort een omgrachte voorburcht, een U-vormige nederhof in Maaslandse renaissancestijl. Aan de binnenzijde van de oostvleugel bevindt zich een Madonnabeeldje in een nis met cartouches. Centraal in de middenvleugel bevindt zich een poorttoren, voorzien van mergelstenen hoekblokken en een ingezwenkt schilddak. Boven de poort is in 1663 een alliantieschild aangebracht van de families Bentinck-Van Breyll. De poorttoren is toegankelijk via een stenen boogbrug. Beide boogbruggen zijn gebouwd ter vervanging van basculebruggen, waarvan nog delen zichtbaar zijn. Buiten de omgrachting bevindt zich een 19e-eeuws landschapspark met twee oprijlanen.
Het kasteel heeft sinds de bouw hiervan twee eeuwen geleden geen wezenlijke veranderingen ondergaan, waardoor veel eigentijdse bouwdetails gehandhaafd zijn.

## Geschiedenis en bewoners
De oudste vermelding van kasteel Wolfrath stamt uit de 12e eeuw, toen het een buitenleen was van de heren van Valkenburg. Veel meer dan een hoeve zal het in die tijd niet zijn geweest. Als ridderlijk huis werd het voor het eerst vermeld in 1386, toen de Limburgse geslachten Van Haren, Van Wijlre en Van Vlodrop er rechten op deden gelden. Vanaf 1590 komt het huis, door de huwelijkverbinding tussen Maarten Bentinck en Petronella van Bronkhorst, dochter van Karel I van Bronkhorst-Batenburg, in het bezit van de familie Bentinck. De in 1626 overleden Maarten van Bentinck werd aldus de stamvader van deze familie.
Zijn zoon Philip Hendrick Bentinck bouwde in 1628 het huidige kasteel. In 1657 kwamen de dienstgebouwen gereed, getuige de jaarankers die hier zijn aangebracht. Het alliantiewapen Bentinck-Van Breyll uit 1663 aan de binnenzijde van de poorttoren is aangebracht ter ere van Johan Wolfgang Willem Bentinck en Maria van Breyll. In 1661 kwam de soevereiniteit van Wolfrath ("Wolfsrade") bij het Partagetraktaat in handen van de Spaanse koning. Korte tijd later, in 1707, kwam de familie Bentinck ook in bezit van het nabijgelegen kasteel Limbricht. De familie bleef eigenaar van kasteel Wolfrath tot 1802 toen het kasteel werd geconfisqueerd door de Fransen en de laatste heer van Wolfrath en Limbricht, Maximiliaan Bentinck, moest vertrekken.
Nieuwe eigenaar van Wolfrath werd de Maastrichtse landeigenaar jhr. Guillaume Dominique Aloysius Kerens de Wolfrath (1775-1845), lid van de familie Kerens. Deze huurde de Maastrichtse architect Mathias Soiron in om het interieur te vernieuwen. Het sierstucwerk werd waarschijnlijk uitgevoerd door Petrus Nicolaas Gagini. Kerens voegde vanaf het moment dat hij Kasteel Wolfrath kocht, "De Wolfrath" aan zijn naam toe. Kerens was geboren in het (vanaf eind 1830) Belgische Mechelen en was van 1816 tot 1820 lid van Provinciale Staten van Limburg en van 1820 tot 1826 lid van de Tweede Kamer der Staten-Generaal voor de Provincie Limburg. Hij was gehuwd met jonkvrouw Maria Lucia Eugenia Ruijs de Beerenbrouck. Door vererving kwam het kasteel in het bezit van deze familie Ruijs de Beerenbrouck. Dit bleef zo tot 1989 toen Maria Mathilde Caroline Philippine Hubertine Ghislaine barones de Loë (1901-1989), weduwe van wijlen jonkheer mr. Gustave Alexander Marie Joannes Ruijs de Beerenbrouck (1904-1983), overleed, waarna (in ieder geval) de titel vrouwe van Wolfrath overging naar een dochter van haar schoonzus Maria J.A. van Nispen tot Sevenaer-Ruijs de Beerenbrouck, vrouwe van de Ploen en op Suideras (1903-1999): jkvr. Maria Canisia Carolina Gustave Joanna van Nispen tot Sevenaer, vrouwe van Wolfrath (1926).
Vanaf de jaren 1980 hebben opeenvolgende eigenaren restauraties uitgevoerd. In 2015 is het kasteel aangekocht door VDL Groep dat tevens eigenaar is van het naast gelegen VDL Nedcar. Na een grondige restauratie van drie jaar is het Kasteel in oude luister hersteld.
De bewoners  van Kasteel Wolfrath hebben in het verleden een warme band gehad met Holtum. Naast en in de St Martinuskerk zijn de graven van de families Bentinck, Kerens de Wolfrath en Ruijs de Beerenbrouck daar getuigen van.
Aerwinkel · Kasteel Afferden · Aldt Huys · Aldenborgh · Kasteel Aldenghoor · Aldenhoven · Alte Burg · Kasteel Amstenrade · Slot Annendael · Kasteel Arcen · Baersdonck · Bakvliet · Baronsberg · Baxhof · Beegden ·  Benzenrade · Kasteel De Berckt · Kasteel Bethlehem · Beusdaelshof · Binsfeld · Huis Blankenberg · Kasteel Bleijenbeek · Blitterswijck · Boerlo · Bolberg · Bollenberg · Kasteel De Bongard · Borggraaf · Kasteel d'Erp · Kasteel Borggraaf · Kasteel Borgharen · Kasteel Born · Huis Bree · Breust · Kasteel Broekhuizen · Broekhuizen · Gracht Burggraaf · Kasteel De Burght · Kasteel Cartils · Cloppenburg (Oost-Maarland) · Kasteel Cortenbach · Huis De Dael · Dammerscheid · Kasteel De Bockenhof · De Donck (Sevenum) · De Donck (Swolgen) · De Dorth ·  Huis ten Dijcken · Kasteel Doenrade · De Doom · Douve · Douvenrade · De Dries · Kasteel Erenstein · Kasteel Eijsden · Eijsden · Einrade · Kasteel Elsloo · Ensenbroek · Eperhuis · Etzenraderhuuske · Exaten · Kasteel Eijckholt · Kasteel Eyckholt · Eys · Gastendonck · Kasteel Genbroek · Gebroken Slot · Kasteel Geijsteren · Kasteel Op Genhoes · Kasteel Genhoes · Genneperhuis · Kasteel Het Geudje · Kasteel Geulle · Kasteel Geusselt · Geijsteren · Gen Heck · Ghoor · Kasteel Goedenraad · Kasteel Grasbroek · Kasteel Groenendaal · Groethof · Groot Paarlo · Kasteel van Gronsveld · De Gun ·Kasteel Haeren · Kasteel Den Halder · Heerlaer · Heeze · Heijen · 's-Herenanstel · Kasteel Hillenraad · Kasteel Hoensbroek · Hoenshuis · Holstrate · Holtmühle · Huize Holtum · Kasteel Horn · De Horst · Huys ter Horst · Ten Hove (Grathem) · Ten Hove (Panningen) · Huis Brias · Huis Darth ·  Kasteel Hurpesch · Kasteel Sint-Jansgeleen · Kasteel Jerusalem · Kasteel Kaldenbroek · Den Kamp · Kasteel Karsveld · Kasteel Keverberg · Klein Paarlo · Klimmender Huuske · De Kolck · Koppelberg · Laar · Landsfort · Kasteel Lemiers · Kasteelruïne Lichtenberg · Kasteel Limbricht · Lonesteyn · Huize Lovendael · Mazenburg · Kasteel van Meerlo · Kasteel Meerssenhoven · Meezenbroek · Kasteel van Mheer · Middelaar · Kasteel Millen · Kasteel Montfort · Movert · Mulrode · De Munt · Château Neercanne · Kasteel Neubourg · Nienghoor · Huis Nierhoven · Kasteel Nieuwenbroeck · Nije Huys · Kasteel Nijenborgh · Kasteel Nijswiller · Nijthuysen · Kasteel Obbicht · Oedenrade · Kasteel Ooijen · Kasteel Oost (Valkenburg) · Kasteel Oost (Oost-Maarland) · Kasteel Ouborg · Overen · Kasteel Passarts-Nieuwenhagen · Prickenis · Prinsenhof · Puth · De Putting · Raath · De Raay · Ravenhof · Kasteel Reijmersbeek · Kasteel van Rijckholt · Kasteel Rivieren · Rodenbroek · Rosendaal · Kasteel Schaesberg · Kasteel Schaloen · Te Scharen · Schenkenburg · Kasteel Scheres · De Spijker (Geijsteren) · De Spijker (Leeuwen) · Huis Severen · Sibberhuuske · Château St. Gerlach · Spraland · Huis De Spyker · Huize Stalberg · Stalberg (Wellerlooi) · De Steeg · Kasteel Stein · Steinhagen · Steenen Huis · Stoel van Swentibold · Strijthagen (Landgraaf) · Strijthagen (Welten) · Struyver · Kasteel Terborgh · Terlinden (Wijnandsrade) · Terveurdt · Ter Weyer · Kasteel Ter Worm · De Tombe · Huis De Torentjes · Triest · Trippaert · Kasteel Vaalsbroek · Kasteel Vaeshartelt · Valkenburg · Vliek · De Vroenhof · Vrijburg · Kasteel Wambach · Warenberg · Well · Weyershof ·  Wijlre · Kasteel Wijnandsrade · Wijnandsrade · Wijnantshof · Wissegracht · Huize Witham · Kasteel Wittem · Wolfrath · Wylre